# (3433) Fehrenbach
(3433) Fehrenbach es un asteroide perteneciente al cinturón de asteroides, descubierto el 15 de octubre de 1963 por el equipo de la Universidad de Indiana desde el Observatorio Goethe Link, Brooklyn (Estados Unidos).

## Designación y nombre
Designado provisionalmente como 1963 TJ1. Fue nombrado Fehrenbach en honor al astrónomo francés Charles Fehrenbach.